# 제10회 카를로비바리 국제 영화제
제10회 카를로비바리 국제 영화제는 1957년 7월 6일에 열린 시상식이다.

## 수상 및 후보

### 대상(장편)
- Under the Veil of the Night) - Amit Mitra 외1명 수상

### 감독상(장편)
- Man on the Tracks - Andrzej Munk 수상
- Veliki i mali - Vladimir Pogačić 수상

### 여우주연상(장편)
- Cvetana Arnandova 수상

### 다큐멘터리상
- 밤과 안개 - 알랭 레네 수상